# Steinbier

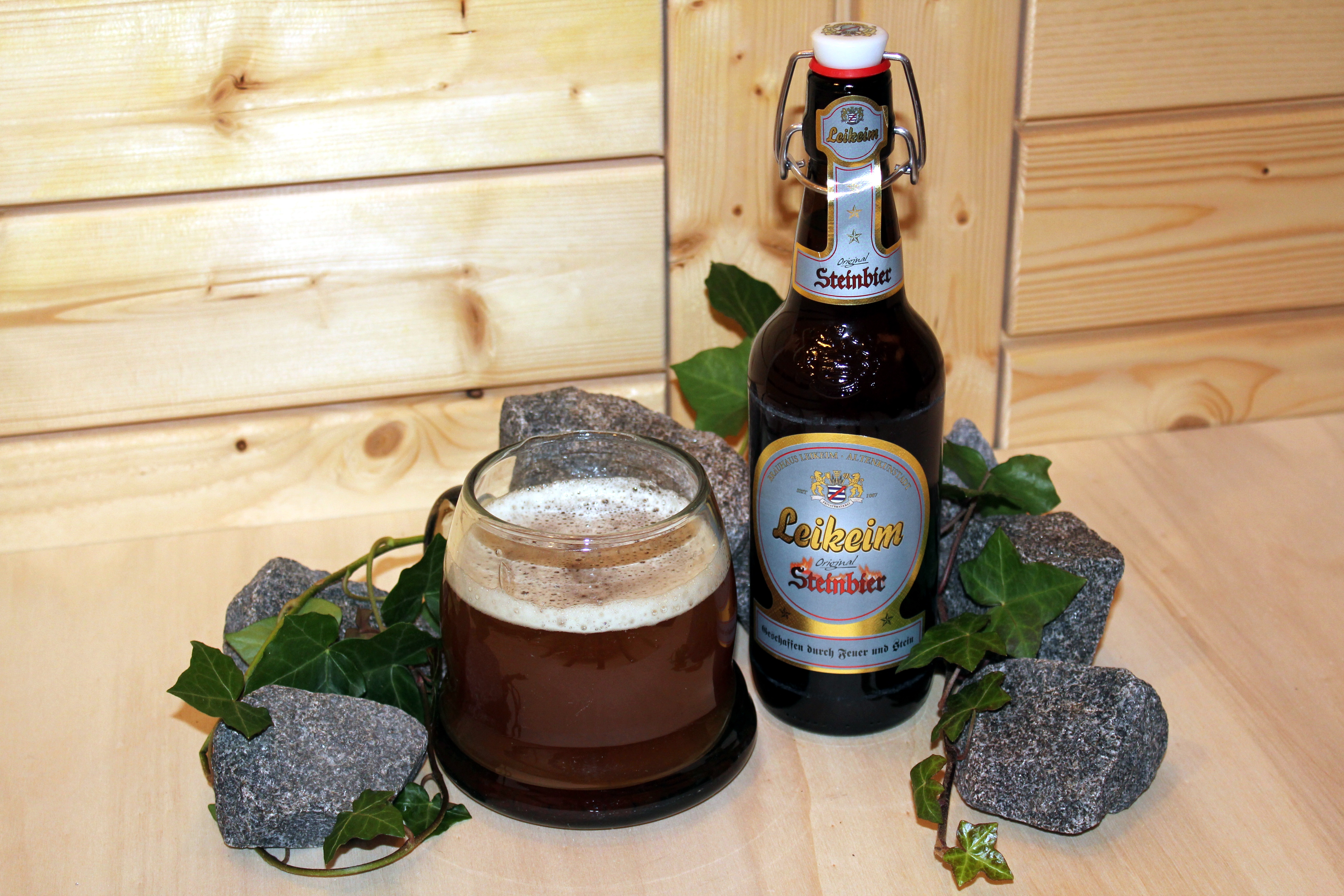
Steinbier der oberfränkischen Brauerei Leikeim; dekoriert mit Efeu und sehr ähnlichen (evtl. identischen) Steinen, wie sie für den Brauprozess des Steinbieres verwendet werden

Steinbier ist eine Bierspezialität, bei der während des Brauvorganges die Maische in hölzernen Maischgefäßen durch Zugabe erhitzter Steine erhitzt bzw. gekocht wird. Auf diese Weise wird bereits seit Jahrhunderten gebraut. Bei diesem historischen Bier wurde die Würze nicht gekocht. Es ist zu unterscheiden von modernem Steinbier, bei dem erhitzte Steine in die Würze eingetaucht werden, um die Würze zu karamellisieren, und dessen Erfindung auf die fränkische Brauerei Rauchenfels im Jahre 1982 zurückgeht.

## Geschichte
In Kärnten wurde Steinbier bis Anfang des 20. Jahrhunderts gebraut. Da in Kärnten im 19. Jahrhundert Steinbier fast „ausschließlich in von Windischen bewohnten Orten“ Kärntens erzeugt und getrunken wurde, legte R. Waizer die allerdings sehr gewagte Vermutung nahe, dass es von den Wenden (bzw. Windischen) bei ihrer Einwanderung nach Kärnten ins Land gebracht wurde. Vinzenz Hartmann führt in seiner Studie „Das seenreiche Keutschachtal in Kärnten“ an, dass die Verbreitung dieses Bieres sich im 19. Jh. nahezu ausschließlich auf die slawischen Gegenden Mittelkärntens beschränkte und noch in der ersten Hälfte des 18. Jahrhunderts die einzige im Lande erzeugte Biersorte war. Jüngere Literatur konnte nachweisen, dass Steinbier ursprünglich auch in den deutschsprachigen Landesteilen Kärntens gebraut wurde. Zudem wurde Steinbier auch in den an Kärnten angrenzenden Landesteilen der Obersteiermark gebraut.
Da statt Gerste Hafer für den Brauvorgang verwendet wurde, handelte es sich um ein Haferbier, wie es gegenwärtig noch in Skandinavien in großer Menge erzeugt wird. Es moussierte stark, klärte sich aber nie vollständig ab, weshalb es aus Tonkrügen getrunken wurde. Später wurde das Hafermalz durch Gerstenmalz und in jüngster Zeit durch ein Gemenge von Gersten- und Weizenmalz ersetzt. Franz Sartori vermerkte 1811 dazu, dass es sich immer um einen relativ unhygienischen Brauvorgang handelte, was unter anderem auch an den verwendeten Natursteinen lag.
Um die Mitte des 18. Jahrhunderts hatte die österreichische Regierung die Absicht, den Verbrauch des Steinbieres zu Gunsten des Pfannenbieres einzuschränken oder sogar die Erzeugung desselben gänzlich einzustellen. Dazu wurde in einem Schreiben vom 8. Dezember 1767 vom k. k. mitteren Kreyß-Amt im Erbherzogtum Kärnten zu Klagenfurt Herr Primus Felician Kerkho, Anwalt des Stiftes Viktring, aufgefordert, ein Gutachten abzugeben, ob nicht das Brauen des Steinbiers ganz eingestellt, hiemit „das Exercitium sothaner Bräuung denen Unterthanen des Stiftes salva justitia“ benommen werden und die Leute an das Pfannenbier gewöhnt werden könnten, und schließlich anzugeben, was für einen „Accis“ sie dafür zahlen und was er betrage. Darüber sollte ausführlicher und standhafter Bericht mit „Beyruckung“ gutachterlicher Meinung samt obwaltenden Beweggründen erstattet werden.
Primus Felician Kerkho kam jedoch zur Feststellung, dass dieser Schritt sowohl unter sozialen als auch unter wirtschaftlichen Aspekten nicht zu befürworten sei, da das Steinbier neben Wasser das einzige Getränk eines „normalen“ Bauern darstellte, es sehr günstig war (weshalb eine große Nachfrage herrschte), der Treber einen hervorragenden Dünger und Nahrungszusatz für die Tiere darstellte und da anstatt „wertvollerer“ Getreide lediglich Hafer verwendet wurde. Dazu kam noch, dass eine Umstellung des Brauvorganges nur durch erheblichen Kostenaufwand der Bauern zu bewerkstelligen gewesen wäre und das Steinbier gesünder als „normales“ Bier war.
Während das Steinbier anfangs nur unter den Bauern verbreitet war, erfreute es sich durch die Teuerungsjahre [von] 1815 bis 1818 auch bei der Stadtbevölkerung wachsender Beliebtheit, aufgrund des weiterhin relativ niedrigen Preises. Besonders bei der slowenischen Minderheit Kärntens war das Steinbier zu dieser Zeit hoch angesehen und wesentlich beliebter als jeglicher Branntwein.
Anfang des 19. Jahrhunderts wurden sowohl im Sommer als Winter an Sonntagen ganze Wanderzüge von der Stadt zu den Steinbierherbergen in der Nachbarschaft unternommen. Von einem Beamten der damaligen Kreisregierung in Klagenfurt berichtete man, dass er sich zu wiederholtenmalen im Frühsommer einen mehrtägigen Urlaub erbeten habe, um Herrn Koritniak (Steinbiervariante mit mind. 9° Stammwürze), seinen lieben Freund (das Steinbier) und Verwandten auf dem Radsberge zu besuchen und interne Beziehungen zu ordnen.
Abgesehen von dem Kommentar von Franz Sartori, wurde das Steinbier in Kärnten nahezu ausschließlich aufgrund seiner „gesunden, nahrhaften, durststillenden und stärkenden“ Eigenschaften gelobt. Hartmann konkretisierte dies noch und führte an, dass dies an „[…] der unvollständigen Vergärung und des dadurch bedingten größern Gehaltes an suspendierter, nicht zum Absatze gelangter Hefe [liegt, welche sich] auf den Organismus ausübt und die sich [dies] bei des Gebräues Ungewohnten, mitunter in etwas drastischer Weise äußert. Daher ist es bei den echten Steinbiertrinkern („Lepperern“) Regel, dem genossenen Trank nach Bedarf oder Laune ein oder einige Gläschen eines gebrannten Wassers nachfolgen zu lassen, wobei man meist dem Wacholderschnaps angeblich seiner medizinischen Wirkung wegen den Vorzug gibt“.
Das Steinbierbrauverfahren verschwand in Kärnten während des Ersten Weltkriegs, allerdings nicht wegen mangelnder Beliebtheit, sondern weil die dafür notwendigen Brauzutaten aufgrund der Kriegsrationierung nicht mehr verfügbar waren. Erst 1982 wurde wieder mit dem Brauen von Steinbier begonnen, allerdings nicht nach dem ursprünglichen Verfahren, bei dem heiße Steine zum Erhitzen der Maische verwendet wurden, sondern in einem vom Kärntner Steinbier inspirierten Verfahren, bei dem heiße Steine in die Würze gelassen werden. Dieses Wiederaufleben des Steinbieres begann in der Brauerei Rauchenfels in Neustadt bei Coburg. Braumeister Gerd Borges lernte das Steinbierbrauen aus Audioaufnahmen des letzten Kärntner Steinbierbrauers, Fritz Kaschitz. Durch die Unterschiede in der Verfahrensweise kann man zwischen historischen (Kärntner) Steinbier und modernem Steinbier unterscheiden.
Des Weiteren ist das traditionelle Brauen von Steinbier noch in anderen lokalen Brautraditionen erhalten geblieben, etwa in Nordrussland, Litauen, Lettland und Finnland.

## Herstellung

### Historisches Kärntner Steinbier
Der Herstellungsprozess begann mit dem Mälzen: das Braugetreide, oftmals eine Mischung aus Gerste, Weizen und Hafer, wurde durch wiederholtes Wässern zum Keimen gebracht. Die Keime verfilzten sich dabei. Um das so entstandene Grünmalz zu darren, wurde es auf einer primitiven Rauchdarre, die aus Weide in einer Sattelform konstruiert war, mit Hilfe eines Kirschholzfeuers getrocknet.
Zum eigentlichen Brauen wurde der Maischebottich mit Wacholderästen als Läuterhilfe ausgelegt, mit Steinen fixiert, und schließlich Wasser mit einer Temperatur von 62 bis 75 °C hinzugefügt. Dann wurden erhitzte Steine sowie Hopfen beigegeben. Der Hopfen wurde dabei "geröstet" und schließlich mit etwas Wasser abgeschreckt, um ein Verbrennen zu verhindern. Dann wurde unter ständigem Rühren zuerst das Hafermalz und erst danach das Gerstenmalz eingemaischt und die Maische schließlich für 30 Minuten gerührt. Gleichzeitig wurde das Weizenmalz in lauwarmen Wasser eingemaischt. Die Hauptmaische wurde dann mit einer großen Menge erhitzter Steine zum Kochen gebracht und dann für 2 Stunden gerastet. Erst dann wurde die Weizenmalzmaische zur Hauptmaische hinzugefügt und die Maische schließlich abgeläutert. Die so gewonnene Würze hatte oftmals eine Stammwürze von 6 °P und wurde bis auf 22 °C heruntergekühlt. Dann wurde Hefe hinzugefügt, die von vorhergehenden Suden gewonnen wurde und etwa alle 2 Jahre lang mit frischer Hefe aus Münchner Weißbierbrauereien erneuert wurde. Die Hauptgärung dauerte nur etwa 7 bis 10 Stunden, dann wurde das Jungbier in kleinere Fässer umgefüllt und verspundet. Das resultierende Bier war sehr kohlensäurehaltig und wurde mit reichlich Schaum ausgeschenkt. Angebrochene Fässer mussten innerhalb von 2 Tagen getrunken werden, sonst wurde das Bier sauer.

### Modernes Steinbier

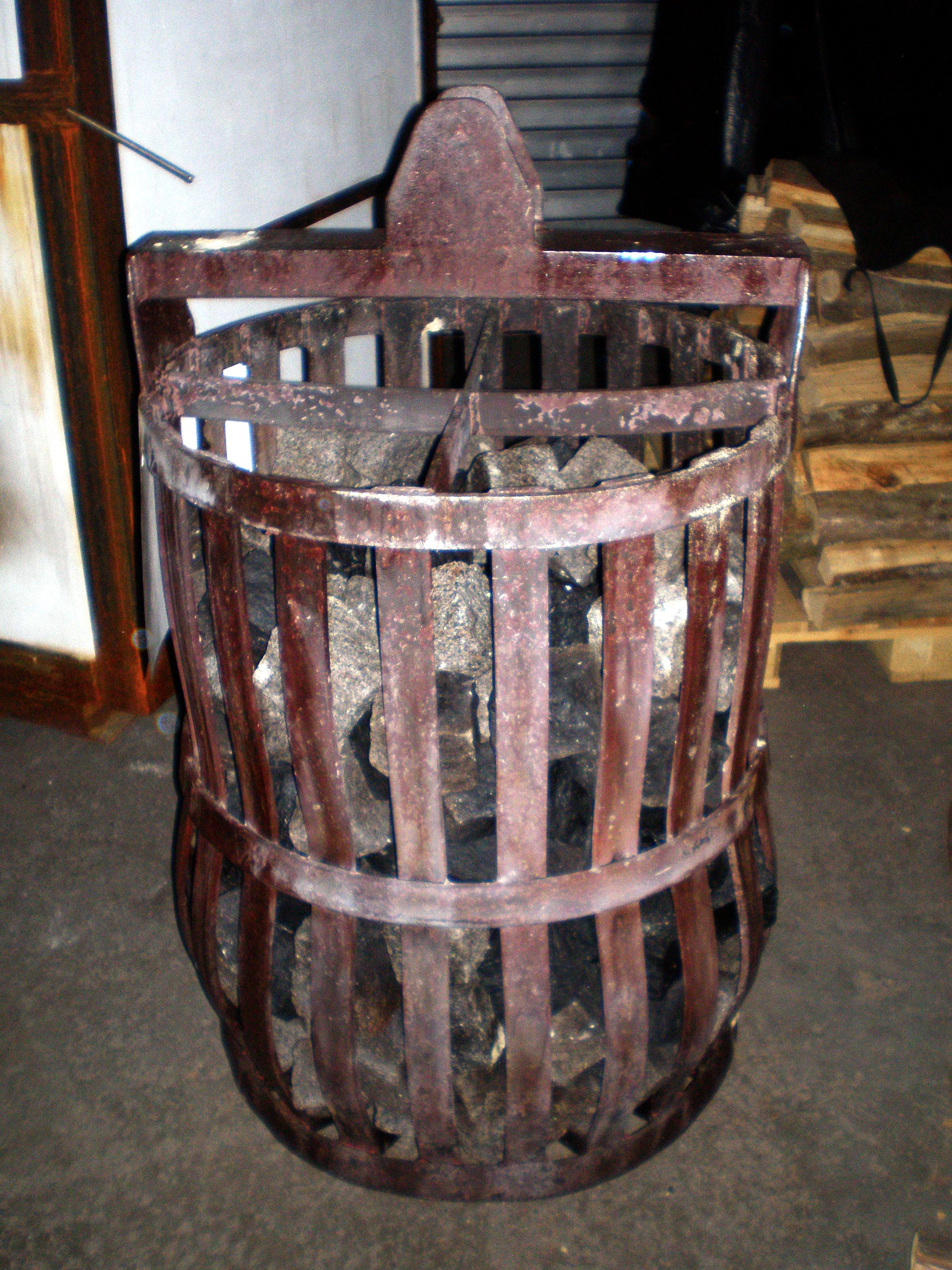
Steinkorb der Brauerei Leikeim für das Brauverfahren

Zur Herstellung werden in einem Stahlkorb Steine einer speziellen Granitart (Mikrodiorit) über einem Holzfeuer auf rund 800 °C erhitzt und anschließend mit dem Korb in die Würze gelassen,  um diese zum Kochen zu bringen. An den heißen Steinen karamellisiert ein Teil des in der Würze gelösten Malzzuckers und bildet eine feine Schicht. Nach dem Abkühlen wird der Würze die Bierhefe zugesetzt, um die Gärung einzuleiten. Nachdem die Hauptgärung abgeschlossen ist, wird das entstandene Jungbier zusammen mit dem Stahlkorb mit den karamellumzogenen Steinen in den Gärbottich gegeben. Dort wird der an den Steinen karamellisierte Zucker wieder gelöst und dient den Hefepilzen als Nährstoff bei der Nachgärung. Der karamellisierte Zucker führt zu dem typischen, rauchigen Geschmack des Steinbiers. Je nachdem, wie die Steine erhitzt wurden und nach der Art der Mälzung kann Ruß in den Sud gelangen, vgl. Rauchbier. Als ursprüngliche Biersorte ist es obergärig. Auf Lagerbarkeit wurde kein Wert gelegt, was heute jedoch anders ist.

## Verbreitung
Steinbier ist besonders in Baden-Württemberg und Franken vertreten. Seit 2007 braut das Familien-Brauhaus Leikeim aus Altenkunstadt als eine von wenigen europäischen Brauereien wieder Steinbier. Seit 2009 wird Steinbier auch in Salzburg wieder gebraut und im Urbankeller ausgeschenkt. Im Verfahren werden Steine vom Kapuzinerberg, dem Salzburger Hausberg, verwendet. Beim BierIG Award 2009 erreichte das Steinbier den 1. Platz.